# Торосян, Саркис
Сарки́с Торося́н (арм. Սարգիս Թորոսյան; 1891, Эверек близ Кайсери, Османская империя — 17 октября 1954, Бронкс, Нью-Йорк) — турецкий офицер армянского происхождения, известный своими подвигами как в османской армии, так и — после армянского геноцида — на стороне Антанты и арабского восстания.
Уже с детства выбрал для себя военную карьеру, однако смог попасть в армию лишь после младотурецкой революции 1908 года, открывшей военную службу для немусульман. По протекции своего друга Мухаррема, араба по национальности, чей отец был бригадным генералом, сумел поступить в военный колледж, который окончил в 1914 года в чине второго лейтенанта. Позднее сестра Мухаррема, Джемиле, стала его невестой.
Во время Галлиполийского сражения 1915 года командовал береговой батареей, отличился потоплением нескольких британских судов, за что его отметил Джевад-паша. За заслуги в сражении Энвер-паша вручил ему медаль Osmanlı Devleti harp madalyası. В современной турецкой историографии заслуги Торосяна умалчиваются.
Когда начались депортации армян, Энвер-паша лично обещал Торосяну, что его семью не тронут, однако обещание не было выполнено. После того, как большая часть его родственников, а также невеста погибли или умерли от голода, Торосян бежал на территорию, занятую британцами. Служил в Палестине, участвовал в Арабском восстании, где командовал крупным воинским подразделением. Затем служил во Французском армянском легионе. Узнав, что французы поставляют оружие кемалистам, покинул легион и переехал в США, где нашёл некоторых своих родственников. Умер в 1954 году.